# Suldal

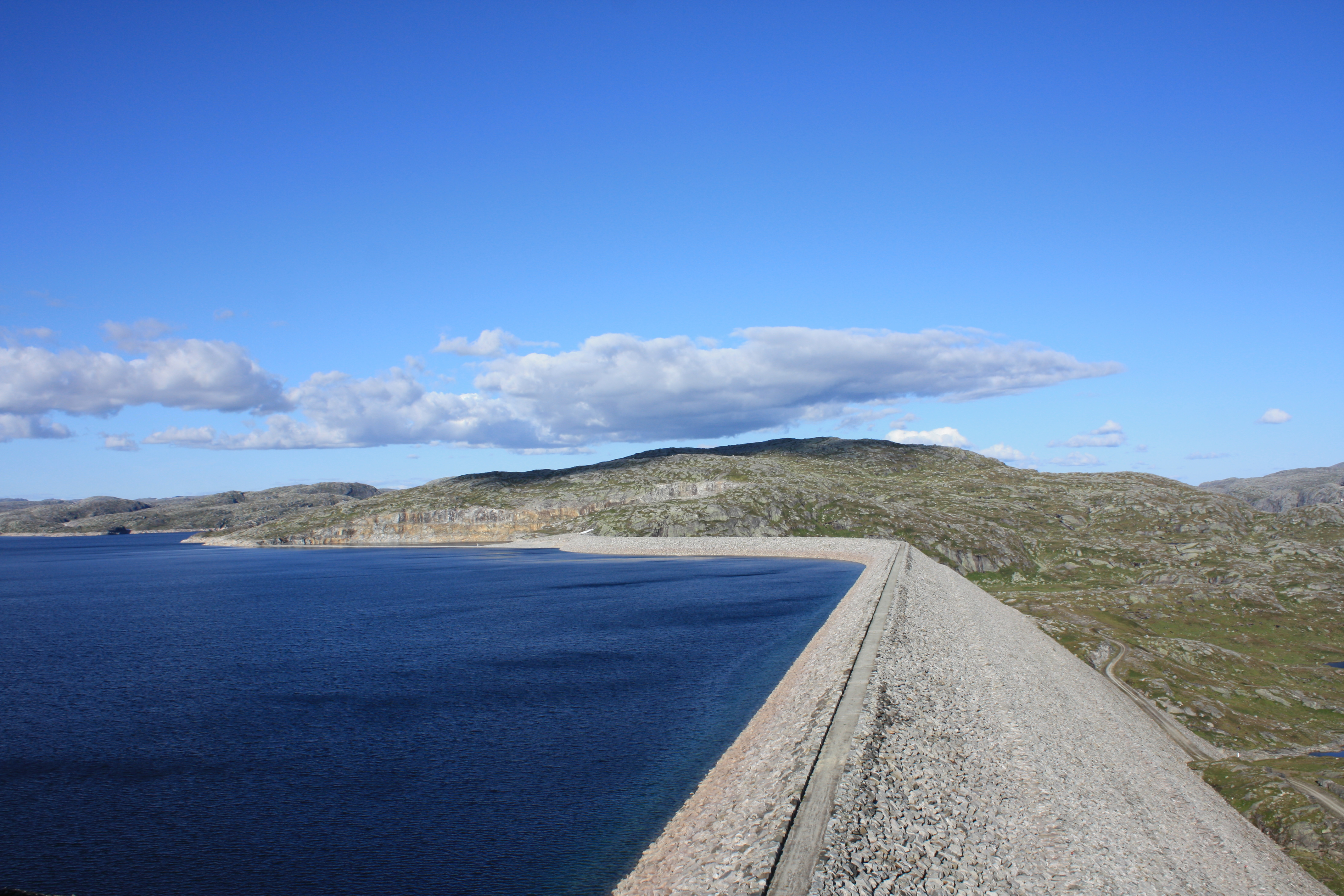
Storvassdam langs de Blåsjø

Suldal is een gemeente in de Noorse provincie Rogaland, gelegen dicht bij het meer Suldalsvatnet. Het grenst in het noorden aan Sauda en Odda, in het oosten aan Vinje en Bykle, in het zuiden aan Hjelmeland en in het westen aan het Vindafjord. Dicht bij het Jelsafjord en Vindafjord en bij Finnøy en Tysvær. De gemeente telde 3853 inwoners in januari 2017.
Suldal is in oppervlakte de grootste gemeente in Rogaland. De gemeente is vooral bekend vanwege de aanwezige waterkrachtcentrales. Zo'n 8 % van de electriciteitsproductie van Noorwegen wordt gerealiseerd in Suldal. De grootste installatie staan aan het stuwmeer de Blåsjø op de grens met de gemeenten Bykle en Hjelmeland.
De gemeente omvat vier parochies binnen de Noorse kerk. Naast de vier parochiekerken staan er ook nog drie kapelletjes. De parochies maken deel uit van het decanaat Ryfylke binnen het bisdom Stavanger.
In het dorp Sand staat een middelbare school die Suldal samen met de buurgemeente Sauda in stand houdt. De school heeft een partnerschap met de Noorse volleybalbond om talenten op te leiden.

## Plaatsen binnen de gemeente
- Erfjord
- Finnvik
- Foldøy
- Halandsosev
- Jelsa
- Løland
- Marvik
- Nesflaten
- Reppsbygda
- Roaldkvam
- Sand i Ryfylke
- Suldalsosen
- Vinjar

## Infrastructuur
De onderzeese elektriciteitskabel North Sea Link, die tussen Noorwegen en Groot-Brittannië ligt, komt in Suldal aan land. Aan de Britse zijde komt de kabel in Blyth aan land.
Bjerkreim · Bokn · Eigersund · Gjesdal · Hå · Haugesund · Hjelmeland · Karmøy · Klepp · Kvitsøy · Lund · Randaberg · Sandnes · Sauda · Sokndal · Sola · Stavanger · Strand · Suldal · Time · Tysvær · Utsira · Vindafjord

Fylker van Noorwegen